# Быков, Михаил Иванович
Михаи́л Ива́нович Бы́ков (1 ноября 1903 — 26 февраля 1940) — Герой Советского Союза, помощник начальника разведывательного отделения стрелковой дивизии, лейтенант.

## Биография
Родился 1 ноября 1903 года в селе Дмитриева Слобода.
Русский. Член КПСС. Окончил Успенский животноводческий техникум. С 1928 по 1930 год служил в стрелковом полку Забайкальской дивизии. Участвовал в военных действиях на КВЖД.
Уволившись в запас, переехал в город Горький. Работал в Горьковском областном земельном отделе агрономом-зоотехником.
Участник советско-финской войны (1939—1940). Помощник начальника разведывательного отделения штаба 17-й мотострелковой дивизии (13-я армия, Северо-Западный фронт) лейтенант Быков 15 февраля 1940 года во время боя на рубеже реки Пуннусйоки принял на себя командование разведывательной группой. Оказавшись в окружении, разведывательная группа вела бой в течение 2 суток. Отразив все атаки, она вышла из окружения. 26 февраля при прорыве укреплённого района на реке Салменкайтайоки вновь возглавил разведывательную группу. Разведчики блокировали несколько вражеских дотов. Доты были захвачены в тяжёлом бою. В этом бою Быков погиб.
Похоронен в местечке Коски на Карельском перешейке.

## Награды
- Звание Героя Советского Союза (присвоено 7 апреля 1940 года посмертно).
- Орден Ленина

## Память
- Улица в селе Дмитриева Слобода
- Улица в Муроме
- Мемориальная доска на доме, где он жил в Нижнем Новгороде.
- Мемориальная доска и обелиск в селе Дмитриева Слобода.